# Luo Yadong
Luo Yadong, född 15 januari 1992, är en friidrottare från Kina. Han deltog vid olympiska sommarspelen 2020.